# Cinto Caomaggiore

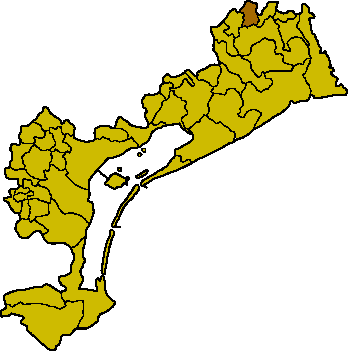
Ubicación del municipio de Cinto Caomaggiore en el Venecia.

Cinto Caomaggiore es una localidad italiana de la provincia de Venecia, región de Véneto, con 3.281 habitantes.

## Evolución demográfica
| Gráfica de evolución demográfica de Cinto Caomaggiore entre 1861 y 2001 |
|                                                                         |
| Fuente ISTAT - elaboración gráfica de Wikipedia                         |